# Global Resistance
Global Résistance est une série de quatre magazines documentaires produits par KM Productions et présentés par Daphné Hézard (alors co-rédactrice en chef de Jalouse (magazine)), qui fut diffusée en 2009. Elle était constituée d'une succession de reportages sur des mouvements ou militants écologistes activistes qui essaient de faire évoluer le monde en utilisant différentes méthodes telles que la provocation ou l'humour dans la défense leurs convictions.
Cette émission a été en concurrence avec l'émission Global Mag sur Arte, au ton moins revendicatif et politique.

## Exemple de sujets abordés
- Anti-nucléaire : Transport du combustible nucléaire